# Luc (Lozère)
Luc is een gemeente in het Franse departement Lozère (regio Occitanie) en telt 209 inwoners (2019). De plaats maakt deel uit van het arrondissement Mende.

## Geografie
De oppervlakte van Luc bedraagt 42,4 km², de bevolkingsdichtheid is 4,9 inwoners per km².
De onderstaande kaart toont de ligging van Luc (Lozère) met de belangrijkste infrastructuur en aangrenzende gemeenten.

## Verkeer
In de gemeente ligt het spoorwegstation Luc.

## Demografie
Onderstaande figuur toont het verloop van het inwonertal (bron: INSEE-tellingen).